# Типы мотоциклов
Мотоциклы чаще всего классифицируют по типам, которые основываются на целевом назначении мотоцикла.

## Дорожные

### Классика

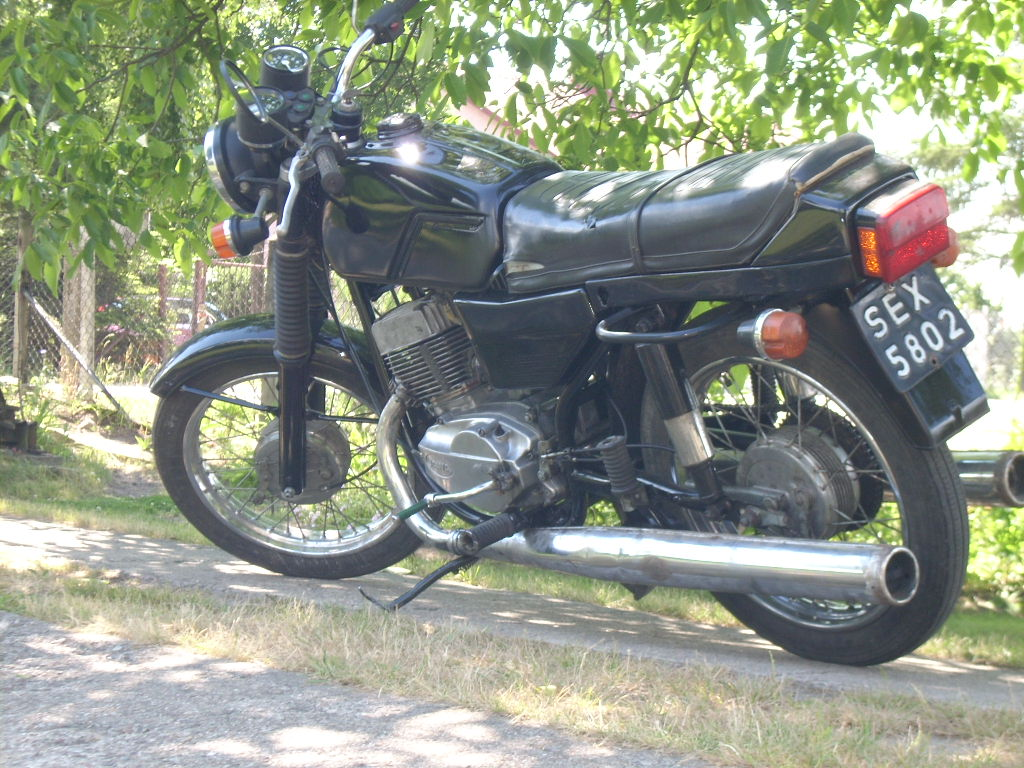
Пример «классики»: Ява 350 тип 638-00 (1988 г.)

Мотоцикл классической компоновки. Наиболее универсальные мотоциклы, исторически предшествовали всем остальным. Мотоциклы этого типа обеспечивают прямую посадку. В отличие от мотоциклов спортивного стиля лишены аэродинамических обтекателей.

### Спортивные

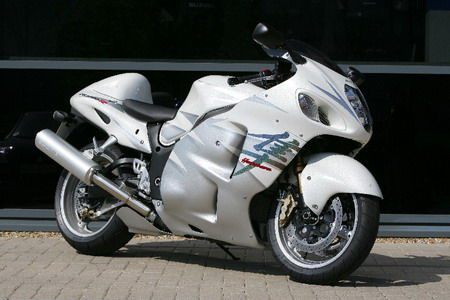
Пример «спортбайка» — Suzuki Hayabusa (1999), Япония

Мотоциклы этого типа проектируются в расчёте на максимальные динамические качества при езде по дорогам с качественным твёрдым покрытием.
По сравнению с классической компоновкой имеют худшие показатели экономичности, безопасности и удобства управления. Для снижения аэродинамического сопротивления на больших скоростях, как правило, имеют обтекатель двигателя и лобовой обтекатель (на илл).

### Супербайк
Более мощные, лёгкие, управляемые и скоростные версии спортбайков. Часто представляют собой так называемый «заводской тюнинг» спортбайков.
- Suzuki GSX-R 1000
- Honda CBR 1000RR
- Yamaha YZF-R1
- Honda CBR600RR
- Kawasaki Ninja ZX-6RR
- Triumph Daytona 675
- Yamaha YZF-R6

### Круизер

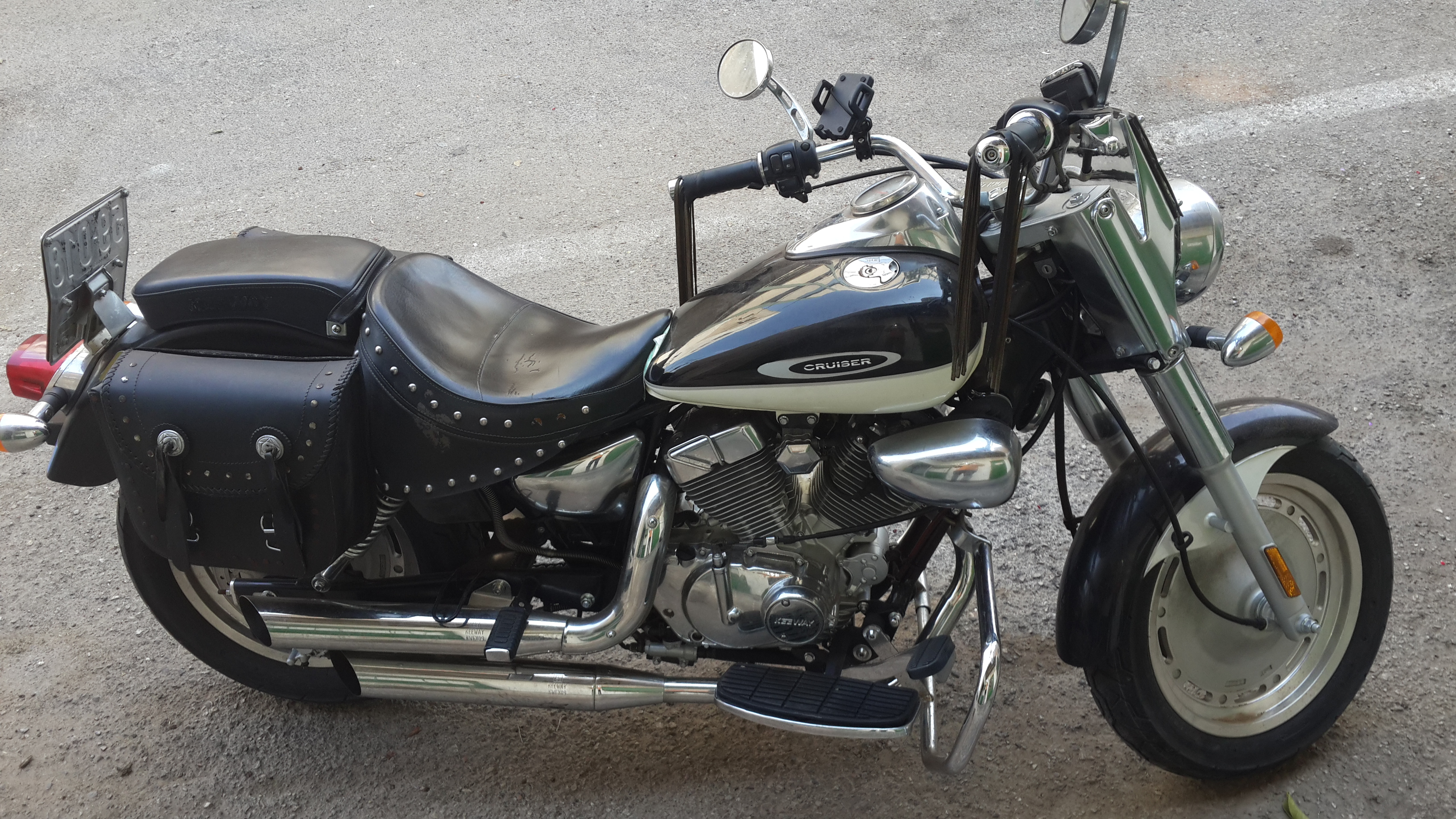
Keeway Cruiser-250

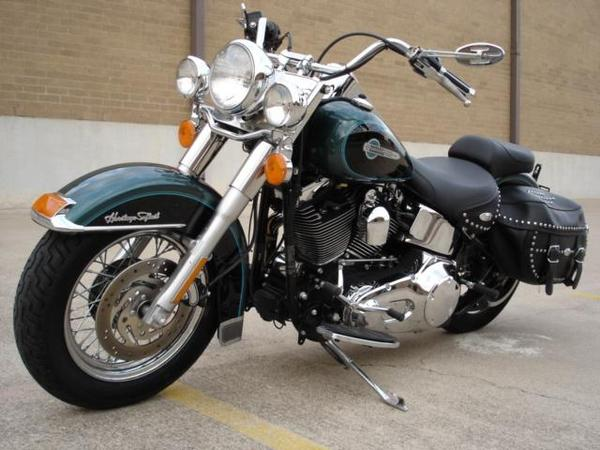
Харлей-Дэвидсон Heritage Softail

Название происходит от английского слова «круиз» (англ. cruise — круиз, дальнее путешествие). Характеризуется низким сиденьем, удобной вертикальной посадкой, мощным двигателем, усиленными тормозами и подвеской. Появился в США в 1930-е годы и сохранял популярность до 1960-х. Наиболее известные производители Харлей-Дэвидсон, Индиан и
Excelsior-Henderson.
Круизер не предназначен для быстрой езды или езды по пересечённой местности, его  предназначение — дальние поездки, вплоть до кругосветных.

### Дрэгстер
Мотоцикл для дрэг-рейсинга (гонок по прямой). Отличается длинной базой и высокофорсированным двигателем, как правило со спортивными корнями.
- Harley-Davidson V-Rod
- Yamaha V-Max

Также есть и спортивные дрэгстеры использующие в качестве горючего нитрометан, участвующие в заездах на ¼ мили.

### Мотард
В основном предназначены для езды по дорогам, но могут хорошо себя показать и на внедорожной местности. Обладают высокой посадкой водителя, хорошей управляемостью,  и мощным двигателем.
- BMW G650 X
- Suzuki DR-Z 400 SM
- Kawasaki D-Tracker 250
- Suzuki 250SB
- BM Motard 200
- KTM 690 SMC
- Husqvarna SMR 610
- Honda XR400 SM
- Honda FMX 650
- Yamaha XT660X
- Aprilia SXV 4.5-5.5

### Минибайк
Mаленький мотоцикл. При своём небольшом весе и размерах он достаточно быстро разгоняется и неплохо управляется. Самое трудное в минибайке — научиться держать равновесие. Дороги общего пользования для езды на минибайках не очень пригодны, зато на картодроме можно отлично погонять.
- Honda Monkey

### Тяжёлые мотоциклы
Мотоциклы с боковым прицепом. Большая масса, низкооборотистый и мощный мотор. Идеально подходят для езды по бездорожью и перевозки крупногабаритных предметов. В ВОВ применялись даже для перевозки небольших пушек. Обладают небольшой максимальной скоростью и худшей устойчивости на высоких скоростях. Могут оснащаться приводом как на заднее колесо, так и приводом на заднее и колесо бокового прицепа, что повышает проходимость на бездорожье, но ограничивает максимальную скорость.
- Урал Т
- Урал GEAR-UP
- Днепр 11
- Днепр 16
- K750

## Внедорожные
Кроссовые
Мотоциклы для кроссовых мотогонок. Зачастую снабжены двухтактными двигателями. Малый вес, прочная рама, надёжная длинноходная подвеска плюс мощный мотор. Часто кроссовые мотоциклы не оборудованы светотехническими приборами и заводятся кик-стартером. Мотоциклы этого класса выпускаются также и в миниатюрных версиях — специально для детей и детских соревнований.
- Honda CRF250R
- Yamaha YZ250
- Suzuki RM250(2T)/RM-Z250(4T)

Также есть модификации с 450 куб.см.
Тур-Эндуро
Мотоциклы для внедорожного туризма. Тяжелее кроссовых. Мотоциклы тур-эндуро пришли с трасс ралли-рейдов. Потеряв в «болотной» и «пустынной» проходимости, они стали комфортней для езды по городским улицам и шоссе, позволяя водителю съехать с асфальта и не бояться достаточно серьёзных ухабов, колдобин, бордюров, лестниц и прочих сюрпризов. АИ|18|3|2012}}.
- Honda CRF250F/450F
- Honda XR250/400/650
- Yamaha TT250R Open Enduro
- Suzuki DR-Z400
- KTM EX-C250

Мотард
представляют собой мотоцикл эндуро, оборудованный 17-дюймовыми колёсными дисками, шоссейной резиной, более мощными тормозами и подвесками, настроенными для езды по асфальту. Этот класс мотоциклов в равной степени приспособлен как для езды по дорогам общего пользования, так и для преодоления серьёзных препятствий «городского бездорожья» (бордюры, лестницы и т. п.).
- Suzuki DR-Z400SM

Супермотард
Представляет собой одноцилиндровый мотоцикл двойного назначения, который сделан на основе кроссового мотоцикла или жёсткого эндуро, на который установлены спортивные шины для дорог с твёрдым покрытием.
Триал
Предназначены для мототриала.
Питбайк
Разновидность мотоцикла для мини-мотокроса и мини-супермото. Внешне похож на кроссовый, однако имеет меньшие размеры и массу.